# Mola de peix

Vídeo submarí d'una mola d'arengada (Clupea harengus) de l'oceà Atlàntic

Una mola de peix, o un banc, és un conjunt dens de peixos similars que neden amb una alta sincronització i de manera polaritzada.
És un comportament d'agregació de peixos de similar grandària i d'orientació, generalment nedant en la mateixa direcció. Aquestes conductes els porten beneficis, incloent defensa contra depredadors (millorant la seva detecció i diluint la possibilitat de captura), perfecciona l'èxit en la depredació i facilita l'aparellament. Una altra conseqüència beneficiosa és l'increment de l'eficiència hidrodinàmica.
Una característica del banc és la forta semblança entre els seus membres. Els peixos sembla que opten per integrar-se en una mola de peix per les seves característiques: grandària, tipus d'espècies, grandària corporal, salut dels seus membres i afinitat o parentiu.
Algunes qüestions d'estudi es refereixen a la conducta de grup, com la determinació de la direcció i sentit dels seus moviments. En el cas de moviments migratoris, molts dels seus membres sembla que sabessin on anar, però el comportament depredador és més problemàtic d'entendre. L'etòleg animal Stephan G. Reebs, escriu a Animal Behaviour que els bancs de Notemigonus crysoleucas (una forma de Cyprinidae) són liderats per un petit nombre d'individus experimentats.